# Mesoreodon
Mesoreodon és un gènere extint de mamífers artiodàctils de la família dels mericoidodòntids que visqueren a Nord-amèrica durant l'Oligocè, fa entre 23 i 33,3 milions d'anys. Se n'han trobat restes fòssils a Califòrnia, Dakota del Sud, Florida, Idaho, Montana, Nebraska, Washington i Wyoming (Estats Units). Es troba a la base del llinatge evolutiu dels oreodonts enormes del Neogen. L'os hioide era molt peculiar i recorda el dels titís del gènere Callithrix. El nom genèric Mesoreodon significa ‘Oreodon mitjà’.